# Marharyta Fjafilawa
Marharyta Aljaksandrauna Fjafilawa (belarussisch Маргарыта Аляксандраўна Фяфілава, russisch Маргарита Александровна Фефилова Margarita Alexandrowna Fefilowa, englische Transkription: Marharyta Fefilava; * 31. Mai 1997) ist eine belarussische Poolbillardspielerin aus Minsk. Sie ist mit 17 Titeln belarussische Rekordmeisterin und gewann 2015 als erste Belarussin eine Medaille bei der Europameisterschaft. Auf der Euro-Tour übernahm sie 2017 nach zwei Turniersiegen erstmals die Führung in der Jahresrangliste.

## Karriere

### Einzel
Ihren ersten Erfolg auf nationaler Ebene erzielte Marharyta Fjafilawa 2011, als sie beim 8-Ball-Wettbewerb der belarussischen Meisterschaft die Bronzemedaille gewann. Im folgenden Jahr gewann sie bei den Juniorinnen den nationalen Meistertitel im 9-Ball und nahm erstmals an der Jugendeuropameisterschaft teil, bei der sie im 10-Ball das Viertelfinale erreichte. Im Oktober gewann sie mit einem Endspielsieg gegen Jana Schut das Finalturnier des belarussischen 8-Ball-Pokals. Wenig später gelang ihr in beiden ausgetragenen Wettbewerben der belarussischen Meisterschaft der Damen der Titelgewinn. Im 8-Ball-Finale besiegte sie Anastassija Tumilowitsch mit 4:1 und im 9-Ball gewann sie mit 5:0 gegen Natallja Koslouskaja.
Anfang 2013 folgten Siege bei der belarussischen U18-Meisterschaft und beim belarussischen 9-Ball-Pokal. Im Mai 2013 gelang ihr der erste Turniersieg bei der Baltic Pool League, als sie in Tartu das Finale gegen Agnė Jarušauskaitė mit 7:4 gewann. Kurz darauf gewann sie auch den nationalen Pokal im 10-Ball. Bei der Jugend-EM 2013 erreichte Fjafilawa zweimal das Viertelfinale. Im September sicherte sie sich in Riga im Endspiel gegen Simona Milišauskaitė ihren zweiten Baltic-Pool-League-Sieg. Beim Finalturnier der Serie musste sie sich jedoch im Viertelfinale der späteren Siegerin Katarzyna Wesołowska geschlagen geben. Zuvor hatte sie bei der belarussischen Meisterschaft 2013 ihre beiden Titel verteidigt und war beim erstmals ausgetragenen 10-Ball-Wettbewerb im Viertelfinale gegen Julija Loban ausgeschieden.
Im März 2014 wurde Fjafilawa in den Disziplinen 8-Ball und 9-Ball belarussische U18-Meisterin. Wenig später nahm sie erstmals an der Dameneuropameisterschaft teil. Beim 9-Ball-Wettbewerb erreichte sie, nachdem sie in der Vorrunde nur knapp gegen Titelverteidigerin Jasmin Ouschan verloren hatte (6:7), das Achtelfinale, in dem sie der Italierin Silvia Gaudino mit 6:7 unterlag. Im selben Jahr gewann sie bei den Juniorinnen ihre ersten Medaillen. Sie erreichte das Halbfinale im 10-Ball und zog im 9-Ball ins Endspiel ein, in dem sie gegen Kamila Khodjaeva mit 3:6 verlor. Bei der belarussischen Meisterschaft 2014 sicherte sie sich bei den Damen alle drei Titel, erstmals auch jenen im 10-Ball, für den sie Natallja Koslouskaja im Finale mit 5:3 besiegte.
Im April 2015 gewann Fjafilawa die erste Medaille für Belarus bei der Europameisterschaft. Nachdem sie unter anderem Louise Furberg und Kristina Tkatsch besiegt hatte, erreichte sie beim 14/1-endlos-Wettbewerb das Halbfinale, in dem sie sich der Österreicherin Jasmin Ouschan mit 36:75 geschlagen geben musste. Zudem gelangte sie im 9-Ball ins Viertelfinale. Bei der Jugend-EM 2015 gewann sie nach einer Halbfinalniederlage gegen Tkatsch die Bronzemedaille im 10-Ball. Bei der Baltic Pool League, an der sie knapp zwei Jahre lang nicht mehr teilgenommen hatte, zog sie im Oktober 2015 ins Finale ein und unterlag Natalja Seroschtan mit 3:6. Bei der belarussischen Meisterschaft 2015 gewann sie erneut alle drei Titel.
Bei der EM 2016 erreichte Fjafilawa das Achtelfinale im 14/1 endlos und scheiterte dreimal in der Vorrunde. Wenig später gelang ihr der dritte Turniersieg bei der Baltic Pool League, als sie beim Saisonauftakt in ihrer Heimatstadt Minsk das Endspiel gegen die Ukrainerin Daryna Sirantschuk mit 6:2 gewann. Auch beim zweiten Turnier 2016 war sie erfolgreich, diesmal im Finale gegen Ojars Blezurs. Im Juni 2016 gewann sie bei den North Cyprus Open ihre erste Medaille auf der Euro-Tour, an der sie seit 2015 regelmäßig teilnimmt. Sie zog ins Finale ein und verlor mit 3:7 gegen Kristina Tkatsch. Im September 2016 wurde sie im Finale gegen Palina Tschernik belarussische 9-Ball-Pokalsiegerin. Am Tag darauf gewann sie durch einen 8:7-Finalsieg gegen Dsmitryj Tschuprou auch den Pokalwettbewerb der Herren. Im November besiegte sie im Endspiel des Finalturniers der Baltic Pool League 2016 Ojars Blezurs mit 8:1. Bei der belarussischen Meisterschaft 2016 sicherte sie sich bei den Damen zum dritten Mal in Folge alle drei Titel. Zudem nahm sie an den vier Wettbewerben der Herren teil, die in diesem Jahr auch für Frauen offen waren und holte dabei zwei Gold- und zwei Bronzemedaillen. Im 8-Ball-Finale setzte sie sich mit 6:1 gegen Pawel Rjabzeu durch und im 10-Ball gewann sie mit 6:5 gegen Uladsislau Schopik, gegen den sie in den beiden anderen Disziplinen im Halbfinale ausschied.
Bei der EM 2017 zog sie in allen vier Disziplinen ins Achtelfinale ein und gelangte im 8-Ball ins Viertelfinale, das sie gegen Melanie Süßenguth verlor. Im August gelang ihr der erste Turniersieg auf der Euro-Tour, als sie im Endspiel der Dutch Open die Polin Oliwia Czupryńska mit 7:2 besiegte. Nachdem sie auf der Baltic Pool League zwei weitere Turniere gewonnen hatte – in Riga durch einen Finalsieg gegen Aleksandrs Kuchmins und in Minsk mit einem 6:3-Finalerfolg gegen ihre Landsfrau Jana Schut – gelang ihr bei den Braga Open im November 2017 mit einem 7:4-Finalsieg gegen Katarzyna Wesołowska der zwei Euro-Tour-Sieg, durch den sie erstmals die Führung in der Euro-Tour-Rangliste übernahm. Wenige Tage später gelang ihr beim Finalturnier der Baltic Pool League im Endspiel gegen Anna Prisjažņuka mit 8:2 die Titelverteidigung. Bei der belarussischen Meisterschaft 2017, bei der sie nun wieder nur an den Damenwettbewerben teilnehmen konnte, verteidigte sie ihre drei Titel aus dem Vorjahr und gewann im Finale gegen Jana Schut den erstmals ausgetragenen 14/1-endlos-Wettbewerb.

### Mannschaft
Bei den Jugendeuropameisterschaften 2014 und 2015 gehörte Fjafilawa der belarussischen Juniorennationalmannschaft an, mit der sie 2014 die Bronzemedaille gewann.
2015 war Fjafilawa beim Atlantic Challenge Cup Teil des europäischen Teams, das den erstmals ausgetragenen Junioren-Kontinentalvergleich gegen die USA mit 11:9 gewann.

## Erfolge
Einzel
- Belarussische 8-Ball-Pokalsiegerin: 2012
- Belarussische 8-Ball-Meisterin: 2012, 2013, 2014, 2015, 2016, 2017
- Belarussische 9-Ball-Meisterin: 2012, 2013, 2014, 2015, 2016, 2017
- Belarussische 9-Ball-Pokalsiegerin: 2013, 2016
- Baltic Pool League: 2013/1, 2013/3, 2016/1, 2016/2, 2017/3, 2017/4
- Belarussische 10-Ball-Pokalsiegerin: 2013
- Belarussische 10-Ball-Meisterin: 2014, 2015, 2016, 2017
- Belarussische 9-Ball-Pokalsiegerin (Herren): 2016
- Baltic Pool League – Finale: 2016, 2017
- Belarussische 8-Ball-Meisterin (Herren): 2016
- Belarussische 10-Ball-Meisterin (Herren): 2016
- Dutch Open: 2017
- Belarussische 14/1-endlos-Meisterin: 2017
- Braga Open: 2017

Mannschaft
- Atlantic Challenge Cup: 2015

## Sonstiges
2015 wurden Marharyta Fjafilawa und Jana Schut in den Sportclub des Präsidenten aufgenommen. Sie sind die ersten Billardspielerinnen in Belarus, die die staatliche Förderung erhalten.